# 伊東大川
伊東大川（いとうおおかわ）は、静岡県伊東市中部を流れ、相模湾に注ぐ二級河川である。地域では松川の愛称で親しまれている。

## 流路
伊東市南部に位置する大室山（580m）に源を発し、北上しながら奥野ダムを経由し、支流である泉川、本郷川、寺田川と合流し、伊東市中心部を縦断して伊東港に注ぐ。
上流部の山地地域は富士箱根伊豆国立公園に指定されており、下流部は、全国有数の湯量を誇る伊東温泉が所在し、温泉宿が立ち並ぶ川沿いは遊歩道となっている。

## 地理
流域の地形は、大部分が山地、火山地あるいは丘陵地となっていて、河川沿川は扇状地性の低地が形成されている。